# Biblioteka Wyższego Seminarium Duchownego w Ołtarzewie
Biblioteka Wyższego Seminarium Duchownego w Ołtarzewie – biblioteka uczelniana pallotyńskiego Wyższego Seminarium Duchownego w Ołtarzewie założona w 1927.
Biblioteka Wyższego Seminarium Duchownego w Ołtarzewie została założona w 1927 r. Księgozbiór przywieziony z Suchar, gdzie mieściło się tymczasowe seminarium duchowne pallotynów, zawierał zaledwie kilka tysięcy książek.
Aktualnie (2006 r.) biblioteka posiada 12 rękopisów, 3 inkunabuły, 1282 starodruków, 78 980 woluminów książek oraz 48 830 woluminów czasopism. W większości są to pozycje z zakresu teologii, filozofii, psychologii, historii i pedagogiki.
Zbiory biblioteki są sukcesywnie katalogowane przy pomocy programu komputerowego MAK.